# Theater am Franz-Josefs-Kai
Le Theater am Franz-Josefs-Kai était un théâtre de Vienne.

## Histoire
Un premier théâtre est construit en bois pour être provisoire comme l'autorisation impériale qu'a obtenue le ténor Karl Treumann (de). Le bâtiment comme le Franz-Josefs-Kai font parmi des premières constructions après le démantèlement de l'enceinte de Vienne. Treumann fait construire pour avoir un loyer moins cher qu'il a eu lorsqu'il était directeur du Carltheater.
Treumann convainc Franz von Suppé d'être le directeur musical, au moment où il vient de connaître le succès avec Das Pensionat. Un certain nombre d'opérettes viennoises y sont créées. En 1862 et 1863, Suppé présente Die Kartenschlägerin, Zehn Mädchen und kein Mann et Flotte Bursche. Le 1er février 1862 a lieu un spectacle de gala avec la présence de l'empereur François-Joseph pour la première de Häuptling Abendwind oder Das gräuliche Festmahl de Johann Nestroy qui sera sa dernière œuvre avant sa mort.
L'autorisation de construire est délivré en 1863. Le ministère de l'Intérieur prolonge l'autorisation provisoire jusqu'en 1865, le temps de concevoir un bâtiment en briques. Mais dans la nuit du 8 au 9 juin 1863, le théâtre subit un grand incendie. Treumann maintient la construction d'un théâtre privé et reprend la direction du Carltheater en août 1863.
Sur le terrain du Morzinplatz 4, on élève de 1871 à 1873 l'Hotel Metropole.

## Sources, notes et références
- (de) Cet article est partiellement ou en totalité issu de l’article de Wikipédia en allemand intitulé « Theater am Franz-Josefs-Kai » (voir la liste des auteurs).